# الیاس حسانی
الیاس حسانی (انگلیسی: Ilias Hassani؛ زادهٔ ۸ نوامبر ۱۹۹۵) بازیکن فوتبال اهل الجزایر است.
از باشگاه‌هایی که در آن بازی کرده‌است می‌توان به باشگاه فوتبال بوردو و باشگاه فوتبال تولوز اشاره کرد.
وی همچنین در تیم‌های ملی فوتبال الجزایر بازی کرده‌است.